# Námúsz
A námúsz arab szó (héberül: nmūs, görögül: νόμος [nomosz]) mely egy etikai kategóriát, erényt jelent a közel-keleti patriarchális társadalmakban. Szó szerint „erénynek” fordítják le. Manapság a családon belül létező erős nemi kontextusban vett kapcsolatoknál használják, olyan kifejezéseket használva, mint a becsület, figyelmesség, tisztelet és a szerénység. Fontos figyelemben tartani, hogy a námúsz koncepciója az iszlám, judaizmus és a kereszténység előtt fejlődött ki. Egyik szent könyvben sincs támasza.

## Szó eredete
Az arab „námúsz” szó (ناموس [nāmūs]) jelenthet „törvényt”, „szokást” vagy „becsületet”. A zsidó „nmūs” (נמוס) vagy „nūmūsā” (נומוסא) szó szintén „törvényt” jelent. Az ókori görög „nomosz” (νόμος) szó „törvényt” és „szokást” jelent.

## Kontextus
A férfi és a családja számára a námúsz, többek között, a nők szexuális sértetlenségét jelenti, főképpen a szűziességet. Emellett a férfi el kell, hogy tartja a családját, és hogy védje a család námúszát a (fizikai és verbális) fenyegetések ellen.
A férfi námúsza a családba tartozó összes nő námúszától függ (legyen az testvér, feleség vagy anya). Egyes közösségekben, mint pl. a pastuknál, a námúsz kiterjed a családon kívül és magába öleli az egész plarinát, amely egy törzsön belül egyazon apai ágról származó egység.
Egy hajadon nő számára a legfontosabb tényező a házasság előtti szüzességet jelenti. Ezt a „lepedőn talált vérfoltokkal” szokták bizonyítani, melyet egyes kultúráknál kötelező demonstrálni a nászéjszaka után.
A Közel-Keleten a nő számára a námúsz engedelmességet, hűségességet, szerénységet (öltözetben és viselkedésben) és illedelmességet jelent.

### A námúsz megsértése
A férfi námúsz például akkor van megsértve, ha lány születik a családba és nem fiú, vagy ha egy felnőtt lánya nem öltözködik „illendően”, vagy ha nem reagál a sérelmekre.
A pastuknál egy ember földjére járni engedély nélkül is a námúsz megsértésének számít.

### A námúsz visszaszerzése
Azok szemében, akik szigorúan betartják a námúsz koncepcióját, a férfinek irányítania kell a családjához tartozó nőket, és ha nem tudja őket (testvérét, feleségét, anyját) felügyelni, akkor elveszíti námúszát. A becsületet ekkor vissza kell állítani. Ezt általában abortusszal, gyilkossággal vagy kényszerített öngyilkossággal szokták elérni.
A nyugati társadalmakban az olyan esetek keltenek nagy figyelmet, ahol a lánynak választania kell a családja és az új környezet között.
Nemi erőszak esetén a nő nem számít áldozatnak. Ilyen esetben úgy veszik, hogy az egész család námúsza meg lett sértve, és hogy ezt helyrehozzák, sok esetben megölik a megerőszakolt nőt (évente kb. 5000 ilyen eset történik világszerte). A megerőszakolt nő sok esetben kényszerített öngyilkosságot is végezhet. Pakisztánban a nők arcára savat öntenek, hogy eltorzítsák kinézetüket, ahelyett, hogy megölnék.
Nagy Britanniában a bangladesi betelepülők között a námúsz megsértése esetén a megsértő férfit szokták megölni.
Olyan eseteket, amikor a námúszt megsérti a lánygyermek szülése, általában abortusszal szokták megoldani.